# Neoplea notana
Neoplea notana är en insektsart som först beskrevs av Drake och Chapman 1953.  Neoplea notana ingår i släktet Neoplea och familjen dvärgryggsimmare. Inga underarter finns listade i Catalogue of Life.